# Rosina Wachtmeister

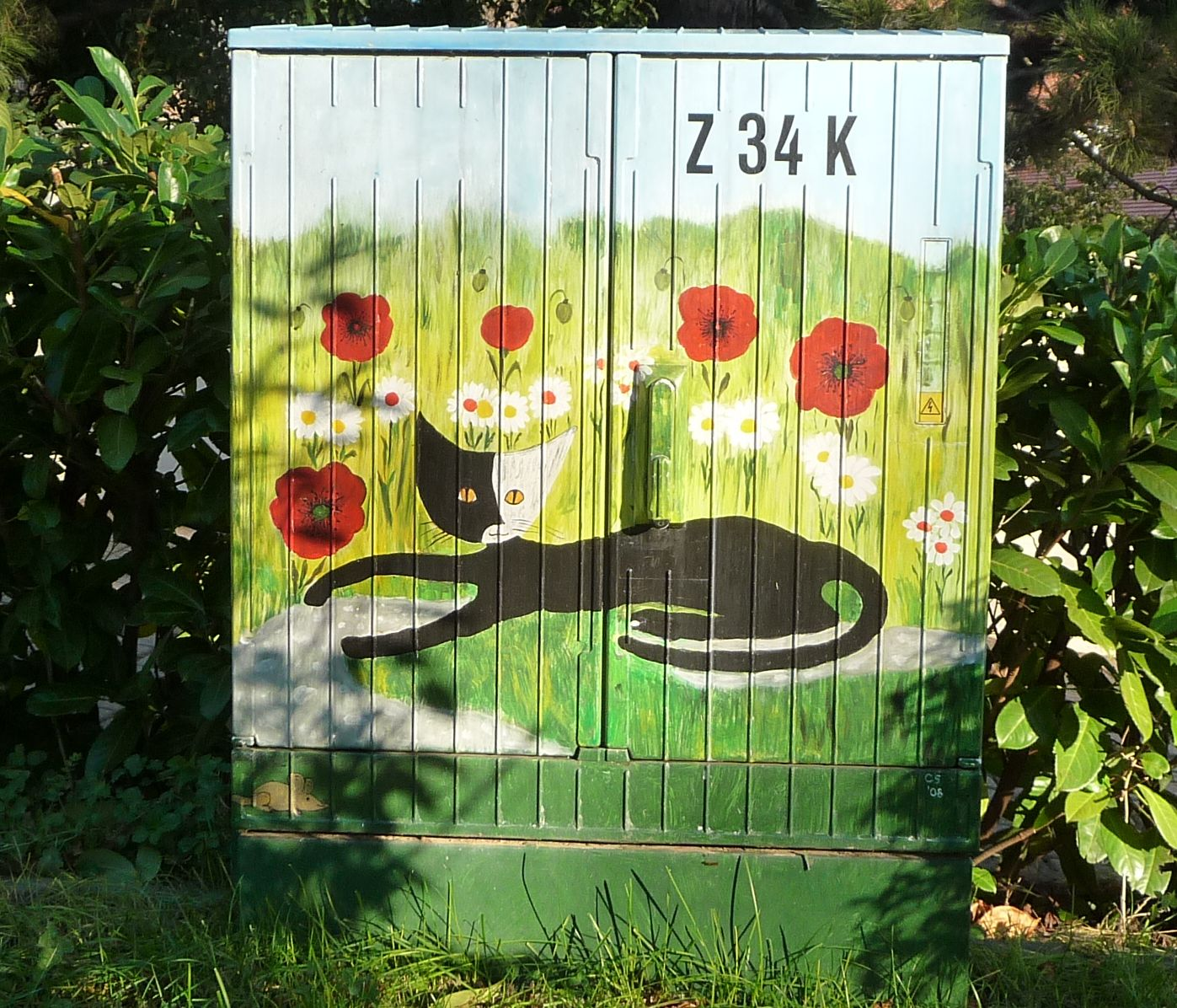
Peinture de Rosina Wachtmeister

Rosina Wachtmeister est une peintre autrichienne née le 7 janvier 1939 à Vienne. Elle part pour le Brésil avec ses parents à l'âge de quatorze ans, là-bas elle obtient un diplôme de sculpteur à l'école des arts de Porto Alegre et s'intéresse aux marionnettes. Elle se marie avec le peintre Paolo Rissone. À partir de 1974, elle part habiter en Italie, à Capena, un petit village médiéval au nord de Rome.

## Sa peinture
Elle est particulièrement connue pour ses tableaux représentant des chats à tête de croissant de lune. Nous pouvons voir que sur le visage des chats il y a deux faces, une face colorée et l'autre humaine. Ses tableaux sont un mélange de couleurs froides et chaudes.